# Horacio José Álvarez
Horacio José Álvarez (Córdoba, 24 de febrero de 1957) es un eclesiástico y confesor católico argentino. Es el obispo auxiliar de Córdoba, desde agosto de 2023. 

## Biografía
Horacio José nació el 24 de febrero de 1957, en la ciudad argentina de Córdoba.
Estudió Ingeniería en la Universidad Nacional de Córdoba, pero descubrió su vocación religiosa y abandonó sus estudios universitarios para seguirla. En 1976, ingresó en el Seminario Mayor de Córdoba, donde realizó los estudios eclesiásticos. Luego, obtuvo el bachillerato en Teología.

### Sacerdocio
Su ordenación sacerdotal fue el 3 de diciembre de 1981, incardinándose en la arquidiócesis de Córdoba.
Como sacerdote desempeñó los siguientes ministerios:
- Vicario parroquial en Villa del Rosario (1981).
- Vicario parroquial y luego párroco de Ntra. Sra. Madre de Dios y Madre de la Iglesia en Córdoba (1984).
- Responsable de la Unión Apostólica del Clero[3] y superior en el Seminario Mayor de Córdoba (1985).
- Vicario parroquial de Espíritu Santo y Resurrección del Señor, y secretario del Consejo Presbiteral (1987-1991).
- Confesor en el Seminario Mayor de Córdoba (1991; 2015-2023).
- Párroco de María Madre del Redentor y de los Santos Juan y Pablo (1991).[1]
- Rector del Seminario Mayor de Córdoba (1992).
- Párroco de San José de Villa Carlos Paz (1997-2005).
- Vicario episcopal para los Laicos (1999).[4]
- Vicario episcopal para las asociaciones laicales y los movimientos; y vicario general y moderador de la Curia (2005).
- Párroco de Ascensión del Señor (2014-2023).
- Vicario general diocesano (2023).[1]
- Profesor de Teología fundamental e Introducción a la Espiritualidad Cristiana en el Seminario Mayor de Córdoba.

### Episcopado
El 11 de agosto de 2023, el papa Francisco lo nombró obispo auxiliar de Córdoba, junto a Alejandro Musolino. También lo nombró obispo titular de Cubda.
Tras su nombramiento, se puso como lema la frase: "Que Él crezca".
Fue consagrado el 3 de noviembre del mismo año, en la parroquia María Auxiliadora de Córdoba, a manos del cardenal-arzobispo Ángel Sixto Rossi.